# 伊丹マダン
伊丹マダン（いたみマダン）とは、兵庫県伊丹市で行われる国際交流を目的とした市民祭りである。
兵庫県伊丹市では、40ヶ国以上の外国人市民約3600人が在住している。おおよそ市民50人に1人が外国籍の住民である。
民族的な偏見や差別の問題、外国人市民がかかえているさまざまな問題などの現状を把握し､その解決を図っていくことを目的に、「伊丹マダン実行委員会」は、民俗や文化の違いを認め合い外国人市民と日本人市民とが地域で共に生きる多文化共生のまちづくりを目指し、市民交流事業として「伊丹マダン」というまつりを開催している。第1回は、1996年11月24日（日）市立伊丹小学校で開催され、その後、毎年1回、同小学校で開催されている。
伊丹マダン実行委員会の事務局は、伊丹市市民部国際・平和課にある。